# 北区立十条小学校
北区立十条小学校（きたくりつじゅうじょうしょうがっこう）は、東京都北区中十条3丁目にある公立小学校。

## 概要
東京都北区立学校第十一次（令和4年度）適正配置方針に基づき、2022年（令和4年）4月1日、荒川小学校と十条台小学校を統合して、開校した。

## 沿革
- 2019年（令和元年）11月12日 - 校名を「十条小学校」と決定[3]。
- 2021年（令和3年）
  - 4月23日 - 校章決定[3]。
  - 6月30日 - 帽章のデザイン決定[3]。
- 2022年（令和4年）
  - 2月9日 - 校歌制定（作詞:いではく・作曲:弦哲也）[3]。
  - 4月1日 - 開校。なお、統合校舎（旧十条台小学校・中十条1丁目5番6号）の改築が終了するまでは、旧荒川小学校（中十条3丁目1番6号）を暫定的に使用する。また、当初は2021年（令和3年）4月1日開校予定だったが、新型コロナウイルス感染拡大の影響で、開校が1年延期された[3]。
  - 4月6日 - 開校式と最初の始業式及び第1回入学式挙行。
  - 10月15日 - 第1回運動会開催。
- 2023年（令和5年）
  - 3月23日 - 最初の修了式挙行。
  - 3月24日 - 第1回卒業式挙行。

## 教育目標
- 「未来を創る 時代を生きる あしたを拓く 十条の子」

## 児童数
| 学年 | 1年 | 2年 | 3年 | 4年 | 5年 | 6年 | 特別支援 | 合計 |
| ---- | --- | --- | --- | --- | --- | --- | -------- | ---- |
| 学級 | 2   | 2   | 2   | 2   | 2   | 2   | 0        | 12   |
| 児童 | 55  | 46  | 46  | 41  | 46  | 50  | 0        | 284  |

- 2022年（令和4年）12月1日時点。学級数のみ、gaccom北区立十条小学校から参照。

## 通学区域
出典
- 岸町2丁目（全域）
- 中十条1丁目（全域）
- 中十条2丁目（全域）
- 中十条3丁目（全域）
- 中十条4丁目（1番～14番）
- 十条台1丁目（3番14号～3番16号・4番～6番）
- 上十条1丁目（全域）

## 進学先中学校
出典
公立中学校に進学する場合
- 北区立十条富士見中学校

## アクセス
- JR京浜東北線東十条駅から、徒歩5分。
  - 駅からは、南口の方が近い。北口からだと、道路との関係で若干の遠回りとなる。
- JR埼京線十条駅から、徒歩8分。

## 学校周辺
- 真光寺 - 敷地が隣接。
- 中十条公園 - 敷地が隣接。
- 東京都道460号中十条赤羽線
- 富士神社 - 都道460号線をはさんで、敷地が隣接。
- 中十条二丁目児童公園
- 中十条郵便局
- 警視庁王子警察署中十条交番
- JR東十条駅
  - なお、学校付近には、京浜東北線のほか、東北本線（宇都宮線）や東北新幹線も通るが、学校付近に駅は設置されていない。
- JR東日本下十条運転区総合事務所
- このほか、駅が近いため、マンション・アパートや中小規模の店舗及びコンビニなども点在する。